# Alitalia

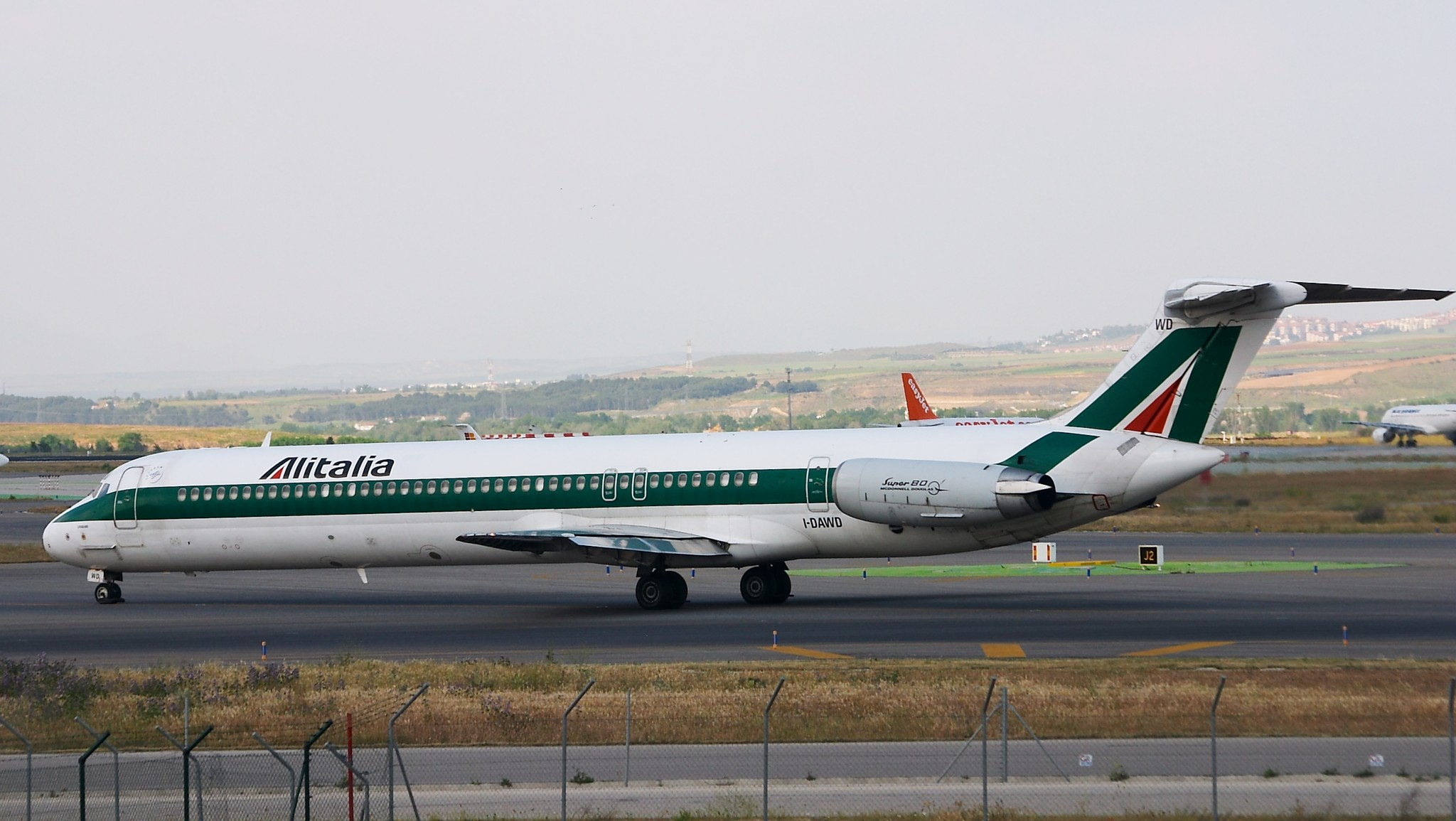
MD 82 d'Alitalia

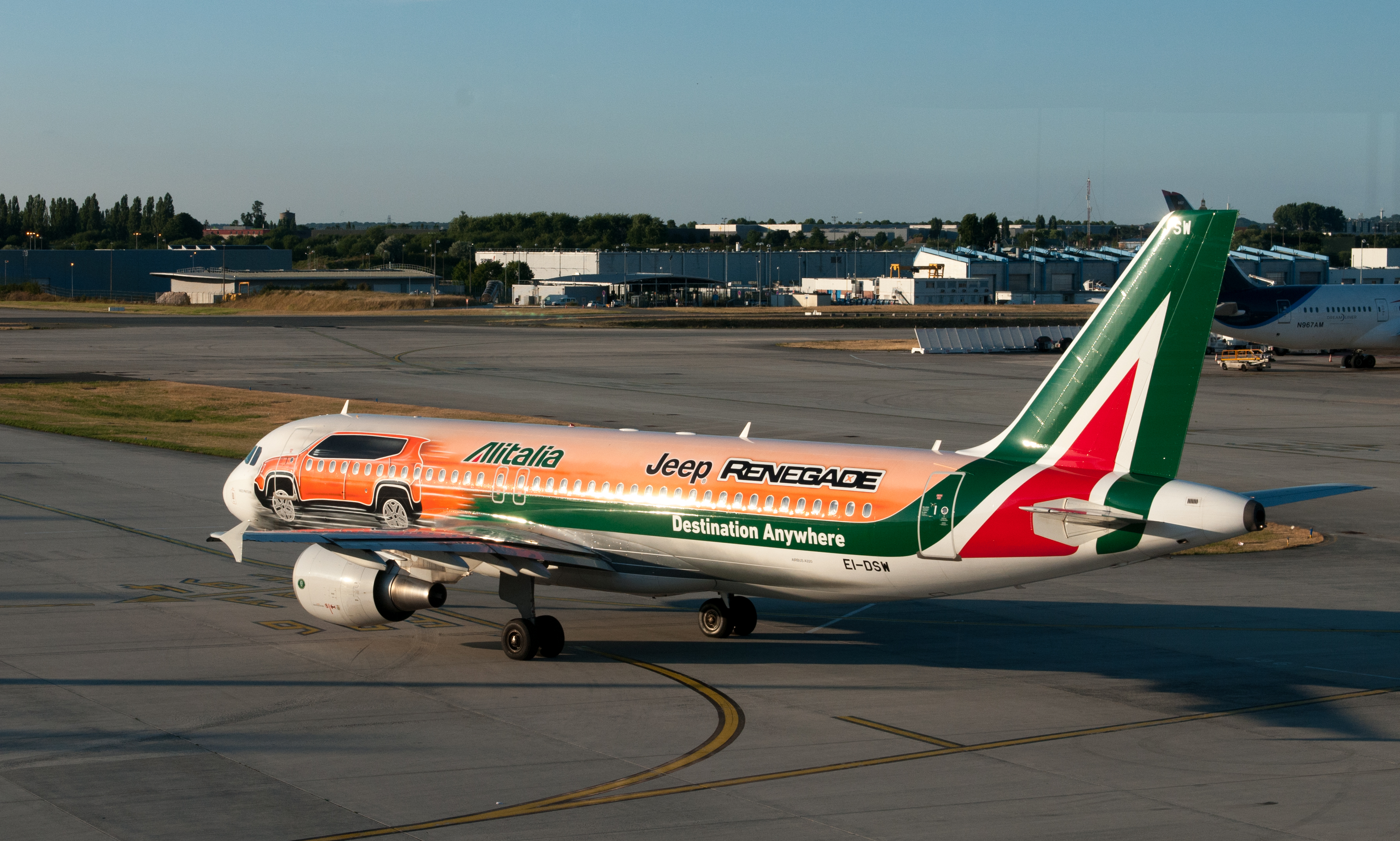
A320 d'Alitalia a París

Alitalia - compagnia aerea italiana (Codi IATA: AZ, OACI: AZA, i Callsign: Alitalia) fou l'aerolínia nacional d'Itàlia, part d'Alitalia Group, establerta a Roma, Itàlia. Alitalia va formar part de l'aliança d'aerolínies global SkyTeam. Després de 74 anys d'història i diversos rescats fallits, l'aerolínia mundialment coneguda com la companyia dels papes de Roma, va tancar el 2021. La companyia va entrar en liquidació i traspàs dels seus actius a la companyia ITA Airways, de la que l'estat italià se'n va fer càrrec.

## Història
El novembre de 2003 Alitalia va anunciar que reduiria prop de 2.700 llocs de treball durant els tres pròxims anys, a raó d'una possible fusió amb Air France-KLM. L'abril de 2004, Alitalia va adquirir l'aerolínia regional Gandalf Airlines, declarada recentment en fallida, per a l'obtenció de més slots (franges horàries) en aeroports europeus, principalment a Milà i París. El setembre de 2004 l'aerolínia es va trobar en serioses dificultats financeres, a l'extrem que la gerència va anunciar que no tenia fons suficients com per a pagar els sous dels seus empleats més enllà del final de mes. Es van anunciar plans per a acomiadar 5000 empleats i la possibilitat de per a dividir la companyia en dues filials, una línia aèria i una divisió de serveis en terra. També va dir que es reconsiderava la idea d'aliança amb Air France-KLM. Les negociacions es van encendre amb una sèrie de reunions per a tractar les possibles reduccions salarials i els acomiadaments, en una temptativa de protegir la companyia de la fallida i d'una probable liquidació.
Va tancar el 2021, passant els seus actius a ser gestionats per l'estat italià amb una nova companyia de nom "ITA”.

## Flota

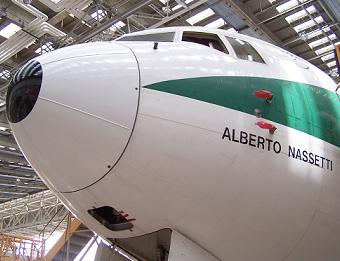
Boeing 767 Alberto Nassetti d'Alitalia

La flota d'Alitalia consta dels següents avions (juny del 2020):
- 22 Airbus A319-100
- 38 Airbus A320-200
- 5 Airbus A321-100
- 14 Airbus A330-200
- 11 Boeing 777-200ER
- 1 Boeing 777-300ER